# Саломея-повитуха
Саломе́я-повитуха (греч. Σαλωμη; Соломонида, Соломония) — упоминаемая в христианских апокрифах повивальная бабка, присутствовавшая при рождении Иисуса Христа, которая через чудо засвидетельствовала сохранение девственности Богородицы.
Образ Саломеи вошёл в иконографию Рождества Христова и народные обычаи, связанные с родами.

## Апокрифическая литература
Рассказ о присутствии при рождении Христа повивальной бабки Саломеи присутствует в двух апокрифических источниках: «Протоевангелии Иакова» и «Евангелии псевдо-Матфея» (прочие апокрифы упоминают о повивальной бабке, но не называют её имени и не сообщают о чудесном засвидетельствовании ею сохранения девственности Марии). Они оба упоминают о двух повивальных бабках, приведённых Иосифом к пещере, где происходили роды Девы Марии. Ни одна из них непосредственно не помогала Марии при родах: оба источника сообщают, что младенец вышел из утробы сам, а бывший при этом яркий свет не позволил никому подойти к Богородице.
По утверждению св. Киприана Карфагенского, Мария «не нуждалась ни в каких услугах со стороны бабки, но Сама была и родительницей, и рождению служительницей, и поэтому воздаёт Младенцу Своему благоговейное попечение». Он пишет, что рождение Иисуса Христа произошло до того как Иосиф привёл повитуху. При этом Саломея называется старицей и сродницей Марии, то есть происходящей из рода царя Давида.

### Протоевангелие Иакова
Протоевангелие Иакова является основным и наиболее древним (самые ранние редакции относятся ко второй половине II века) источником истории о Саломеи. Согласно данному апокрифу, Иосиф, отправляясь на поиски повитухи, встречает женщину, которой рассказывает, что в пещере рожает «Мария, которая выросла в храме Господнем, и я по жребию получил её в жены, но она не жена мне, а зачала от Духа Святого» (Протоевангелие Иакова, глава 19). Повитуха, имя которой не сообщается, соглашается помочь Иосифу, и он отводит её к пещере. Она не успевает оказать никакой помощи Марии при родах, так как «в пещере засиял такой свет, что они не могли вынести его, а немного времени спустя свет исчез и явился младенец, вышел и взял грудь матери своей Марии».
Эта женщина, выйдя из пещеры, встречает Саломею и рассказывает ей о Деве Марии и её родах. Саломея усомнилась в рождении девственницей младенца: «пока не протяну пальца своего и не проверю девства её, не поверю, что дева родила». Она идёт к Марии и входит в пещеру:

И только протянула Саломея палец, как вскрикнула и сказала: «Горе моему неверию, ибо я осмелилась искушать Бога. И вот моя рука отнимается как в огне». И пала на колени перед Господом, говоря: «Господь Бог отцов моих, вспомни, что я из семени Авраама, Исаака и Иакова, не осрами меня перед сынами Израиля, но окажи мне милость ради бедных: ибо Ты знаешь, что я служила Тебе во имя Твое и от Тебя хотела принять воздаяние». И тогда предстал перед нею ангел Господень, и сказал ей: «Саломея, Саломея, Господь внял тебе, поднеси руку свою к младенцу и подержи его, и наступит для тебя спасение и радость». И подошла Саломея, и взяла младенца на руки, сказав: «Поклонюсь ему, ибо родился великий царь Израиля». И сразу же исцелилась Саломея и вышла из пещеры спасённою.

Молитва Саломеи является более поздним добавлением к тексту апокрифа, однако само упоминание о ней относится к оригинальном тексту, написанному в конце II века.

### Евангелие Псевдо-Матфея
Евангелие Псевдо-Матфея рассказывает сходную историю, добавляя к ней следующие подробности:
- Иосиф приводит к пещере двух повитух: Гелому и Саломею.
- К моменту его прихода Мария уже родила Иисуса, и яркий свет мешал женщинам войти в пещеру.
- Когда Гелома всё же вошла в пещеру, то осмотрев Богородицу, она сказала: «…у Ней Дитя мужского пола, хотя Она девственница. Ничего нечистого не было при зачатии, и никакой болезни при рождении. Девственницей Она зачала, девственницей Она родила, и девственницей Она остаётся!»[4].
- Саломея, не поверила своей подруге и спросила у Марии разрешения удостоверится в её девственности. Получив разрешение, она притронулась к Богородице и её рука тут же иссохла. Саломея обращается к Богу с покаянной молитвой, в ответ на которую является ангел, который возвещает что младенец «Спаситель мира и всех, кто уповает на Него»[4] и повелевает ей прикоснутся к краю пелен Христа. Сделав это, Саломея получает исцеление.

Евангелие псевдо-Матфея также сообщает, что Саломея отправилась проповедовать о родившемся Спасителе и после рассказа о её исцелении «многие поверили проповеди её».

### Арабское евангелие детства Спасителя
Арабское евангелие детства Спасителя приводит рассказ о рождении Христа, в котором Иосиф, отправляясь на поиски повитухи, встречает безымянную «старуху-еврейку из Иерусалима». Когда Иосиф приводит её к Марии, то видит, что она уже родила Иисуса и спеленала его. Удивлённая старуха спрашивает Марию «не похожа ты вовсе на дочерей Евы», на что слышит в ответ: «Как нет средь детей равного Сыну моему, так и ни одна среди жен не сравнится с родительницей Его». Далее следует рассказ, что старуха жалуется на паралич, которым она давно страдает (при этом не говорится, что это касается её руки), и Мария предлагает ей возложить руки на младенца Христа:
И едва сделала так старуха, разом здорова стала. Вышла тогда она из пещеры, сказав:

— Буду отныне я служанкою и рабыней младенца этого во всякий день жизни моей.

## Саломея в изобразительном искусстве
Образ Саломеи вошёл в иконографию Рождества Христова («Две служанки», «Омовение Христа»). Саломея изображается помогающей Богородице пеленать младенца Христа или купающей его (сюжет омовения младенца Христа обычно располагается в нижней части композиции). Саломея может иметь нимб, хотя в перечне христианских святых она не значится.
Самые ранние изображения исцеляющейся Саломеи относятся к V—VI векам (кафедра Максимиана в Равенне, 550 год; киворий V века из собора Сан-Марко в Венеции), что совпадает со временем окончания формирования текста Протоевангелия Иакова. От доиконоборческого периода сохранилось лишь несколько изображений омовения Христа, возникших в христианском искусстве под сирийским влиянием.
Изображение Саломеи было весьма популярно в византийском искусстве и сохранилось до настоящего времени в традиционной православной иконографии Рождества Христова. В западноевропейской живописи изображения Саломеи исчезают уже в позднем Возрождении после осуждения данной трактовки сюжета Тридентским собором (1545—1563 годы).
При изображении Саломеи, купающей младенца Христа, может присутствовать помогающая ей служанка (или другая упоминаемая в апокрифах повитуха), обычно льющая воду в купель. По мнению исследователей, изображение в сцене Рождества купания (омовения) младенца Христа представляет собой намёк на будущее Крещение Господне. К первым примерам сцены омовения Христа относятся миниатюры VIII—IX веков: армянский манускрипт Сан-Лазаро в Венеции и Хлудовская псалтырь.
Письменных источников, упоминающих купание Саломеей младенца, и послуживших бы толчком к созданию подобного сюжета, нет. Возможно, художники домыслили эту сцену, исходя из факта присутствия при родах повитух. Также предполагают влияние античных иконографических схем рождения Диониса, где присутствовал аналогичный персонаж — купающая служанка у ложа роженицы.

### Каноничность изображения в Православии
В Ерминии Дионисия Фурноаграфиота в руководстве по написанию икон Рождества Христова ничего не сообщается о необходимости изображения повивальных бабок (указываются лишь обязательные элементы композиции, напрямую описанные в Новом Завете). При этом иконописный подлинник даёт чёткие указанию по написанию икон праздников, известных исключительно из христианских апокрифов (Зачатие Богородицы, Рождество Богородицы и др.) Сторонники чистоты иконописного канона, опираясь на 60-е апостольское правило (запрещает оглашение в церкви подложных книг), считают необходимым убрать с икон Рождества изображения повитух, основанные на апокрифах.
Одним из аргументов за удаление повитух с икон Рождества является довод о том, что присутствие повивальной бабки, традиционно призванной облегчить роженице муки, отвергает учение Церкви о безболезненности родов Девы Марии, а также возносит хулу на её приснодевство. В подтверждение данного утверждения приводится 79-е правило Шестого Вселенского собора: «Понеже убо некие, по дне святого рождества Христа Бога нашего, усматриваются приготовляющими хлебное печение и друг другу передающими, аки бы в честь болезней рождения всенепорочные Девы Матери: то мы определяем: да не совершают верные ничего такового».
При этом следует отметить, что ранехристианские апокрифы, на которых основана иконография Саломеи, не содержат ничего об участии повитухи в самих родах (она приходит к пещере уже после рождения Христа), а её участие наоборот через чудо подтверждает сохранение девственности Марии. Приводимые в поддержку удаления её изображения правило Шестого Вселенского собора запрещают не иконописные изображения, основанные на Священном Предании, а лишь народные обычаи, несвязанные с церковной доктриной.

## Саломея в фольклоре
Повитуха Саломея у русских крестьян стала главной покровительницей и помощницей родов. Русские крестьяне на второй день Рождества Христова устраивали праздник для повивальных бабок («бабины» или «бабьи каши») на котором вспоминалась Саломея-повитуха, не имевшая своего дня памяти в православном месяцеслове.
Считалось, что Саломея совершала с младенцем Христом все те же действия, которые должна выполнять при родах деревенская повитуха. Народное творчество создало ряд легенд, подчёркивающих особую роль повитухи Саломеи при рождении Христа (на этих легендах частично базировался авторитет деревенских повитух). Например, в Орловской губернии среди повитух была распространена такая легенда:

Што роженицам помогать, как это сам Господь указал: родила Божья Матушка от Святого Духа, а бабушка Соломонида при ей была и в муках ей помогала, поэтому и на иконах она на втором месте около Богородицы и молитву ей читаешь: «Помяни, господи, царя Давида и бабушку Соломониду». Так-то. Самим Господом Богом указано, что нам, бабушкам, роженицам помогать, потому что только скотина сама себя ослабляет, а хрещеному человеку этого делать никак не можно.

Большинство заговоров, использовавшихся при родах, как профессиональная тайна повитух не попали в записи исследователей. Однако до нас всё же дошёл ряд интересных заговоров при которых действия повитухи совершаются от имении Саломеи:

Не я тебя, младенец, принимала, не я тебя омывала, а бабушка Соломонида. Не я тебя парила, не я тебя правила,— тебя парила, правила бабушка Саламанидушка, она тебе приговаривала: «Рости, мое дитятко, по часам, по минуточкам».

В народных поверьях безболезненное рождение Христа можно было с помощью заговоров спроецировать на любые роды. При начале схваток повитухи читали заговор: «Матушка Соломония, возьми ключи золотые, открой роды костяные рабе Божьей Марье» и кропили роженицу водой из ручья или реки. А когда ребёнок рождался, то повитуха, обмывая новорожденного, также читала соответствующий заговор: «Бабушка Соломонья мылась да парилась и нам жарку-парку баинку оставила на великую Божью милость, на великое здоровье Имярек, аминь».
Следует отметить, что у русского крестьянства существовала традиция переноса магических средств, используемых при родах, на аналогичную ситуацию со скотом. Так во время отёла читался следующий заговор, призывавший в помощь Саломею: «Бабушка-Соломонидушка, помоги нашей милой коровушке, кровушку в ней разгони и теленочка на свет божий давай».
После принятия христианства мордвой Саломея стала у них отождествляться с богиней Анге-Патяй (мать-богиня), покровительницей плодородия земли и чадородия. Её считали покровительницей повитух и в некоторых местностях называли Буламань-Патяй (богиня-повитуха). С молитвами к этой богине обращались на следующий день после Рождества, бывший днём её зимнего празднества (всего в году ей посвящалось 8 праздников), которое совершалось в доме повивальной бабушки.
У якутов после появления среди них православных миссионеров возникли сказания на евангельские сюжеты. Описывая события Рождества Христова, они сообщают, что во время родов Богородицы присутствовала повивальная бабка Сабыаннья, которая раздала её родовые муки сорока четырём разным женщинам.

## В литературе
Лауреат Нобелевской премии по литературе 1998 года португалец Жозе Сарамагу в своём романе «Евангелие от Иисуса» описал трогательную встречу 14-летнего Иисуса, пришедшего первый раз после своего рождения в Вифлеем, и повитухи Саломеи:

Старуха, кряхтя, стала усаживаться на камень… и, примостившись наконец, сказала: Я тебя знаю. Обозналась, отвечал Иисус, я здесь впервые, а в Назарете ни разу тебя не встречал. Первыми руками, прикоснувшимися к тебе, были руки не твоей матери, а мои. Как же это может быть? Меня зовут Саломея, я повитуха, и это я принимала тебя. …Иисус преклонил колени перед старой рабыней, нечувствительно побуждённый к этому то ли любопытством, граничившим с радостным изумлением, то ли долгом обычной учтивости, — и как же не выразить признательность той, кто, проявив наивысшую в тех обстоятельствах ответственность, извлекает нас оттуда, где мы ощущаем бытие, ещё не отягченное сознанием и памятью, и выпускает в жизнь, без неё немыслимую.
— Жозе Сарамаго. «Евангелие от Иисуса»